# ジョン・A・マクラーナンド
ジョン・アレクサンダー・マクラーナンド（英: John Alexander McClernand, 1812年5月30日-1900年9月20日）は、アメリカ合衆国の弁護士、政治家であり、南北戦争では北軍の将軍だった。

## 生い立ちと政歴
マクラーナンドはケンタッキー州ブレッキンリッジ郡のハーディンスバーグ近くで生まれたが、まだ幼い頃に家族がイリノイ州ショーニータウンに移転した。その初期の生活と経歴は当時のイリノイ州の弁護士エイブラハム・リンカーンと良く似ていた。大半は独学で法律を勉強し、1832年にイリノイ州の法廷弁護士として認められた。同じ年にブラック・ホーク戦争で志願兵として従軍した（リンカーンは大尉として短期間従軍した）。
1835年、マクラーナンドは「ショーニータウン・デモクラット」紙を創設しこれを編集した。民主党員として1836年と1840年から1843年にはイリノイ州議会下院議員、1843年から1851年と1859年から1861年にはイリノイ州選出アメリカ合衆国下院議員を務めた。アメリカ合衆国下院議員の1期目にはウィルモット条項（メキシコから獲得した領土に奴隷制を持ち込まない提案）に活発に反対したが、2期目には強い連邦主義者となり、1861年7月15日（南北戦争の開戦後）には金と人を連邦政府に担保する決議案を提案した。大げさな修辞とアンドリュー・ジャクソンの原理に固執することで知られた。その奴隷制廃止論者嫌いは地元有権者の支持を集め、その多くは彼と同様に元々は奴隷所有州の生まれだった。1860年、アメリカ合衆国下院議長の選出で敗れた。彼に反対する議員の連衡が奴隷制や合衆国を維持する重要性に関するマクラーナンドの中道的な見解に反対した。
政治家としてのマクラーナンドは、その庇護者であるスティーブン・ダグラスに似て断固たる連邦主義民主党員のままだった。1850年妥協の議論の時は下院でダグラスの同盟者と繋ぎ役を務め、後の1860年、サウスカロライナ州チャールストンで開催され分裂した民主党全国大会ではダグラスの選挙マネジャーの一人を務めた。

## 南北戦争
南北戦争が始まるとマクラーナンドは下院議員を辞職し、イリノイ州で「マクラーナンド旅団」を立ち上げ、1861年5月17日には志願兵の准将に任官した。その将軍としての任官はブラック・ホーク戦争での短期間従軍に基づくのではなく、リンカーンが南部イリノイ州民主党との政治的な結び付きを維持したいという願望によっていた。1861年11月のミズーリ州ベルモントの戦いではユリシーズ・グラントの下で副指揮官を務め、翌年2月のドネルソン砦の戦いではグラント軍の第1師団を率いた。このとき、その師団は側面が適切に障害物に接していなかったために、2月15日の南軍の急襲で破れ、援軍を得るまでにほぼ2マイル (3 km)も後退させられた。3月21日にドネルソンでの功績で志願兵の少将に昇進した。シャイローの戦いでは1個師団を指揮したが、事実上ウィリアム・シャーマンの予備隊だった。その少将としての働きは政治的な操作で染められ、その同僚達にはかなり不満だった。マクラーナンドは東部戦線ではジョージ・マクレランの更迭を求め、西部戦線ではグラントのやり方を批判した。

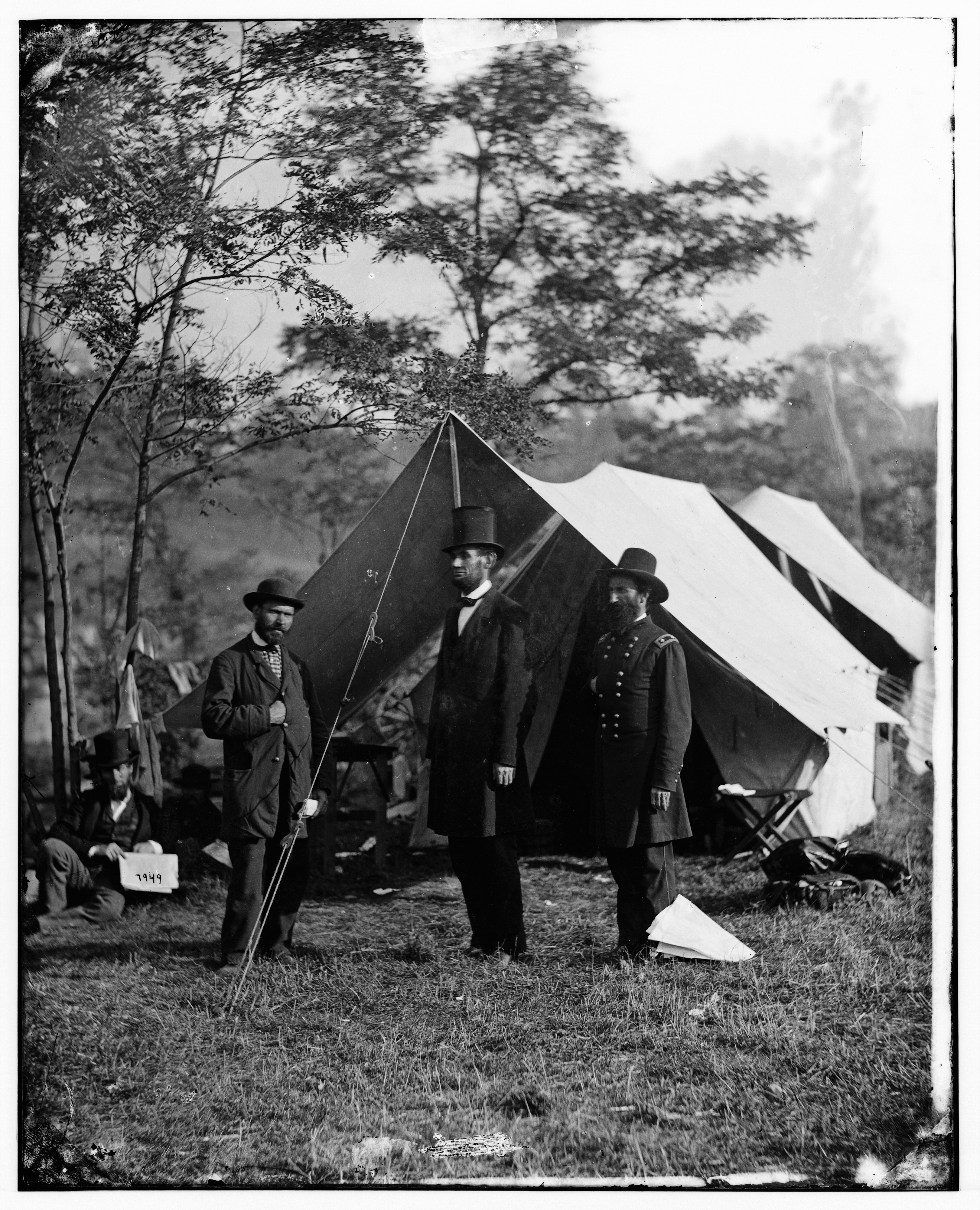
マクラーナンド（右）とリンカーン（中央）。アンティータムの戦場をリンカーンが視察したときに撮影。左は探偵のアラン・ピンカートン

1862年10月、マクラーナンドはイリノイ州知事リチャード・イェーツに政治的な影響力を使い、休暇を取得してワシントンD.C.とリンカーン大統領を訪れ、重大な独立した指揮官職を得ることを望んだ。アメリカ合衆国陸軍長官エドウィン・スタントンは北部に行って軍隊を組織し、ビックスバーグに対する遠征隊を率いる命令を出すことに同意した。1863年1月の初め、ミリケンズ・ベンドの戦いでミシシッピ川を下ることになっていた軍隊の指導者としてシャーマンの上に就いた。1月11日、アーカンソー・ポストを占領したが、この遠征はグラントや多くの歴史家達がビックスバーグに対する方面作戦全体から横道に逸れたものと考えたものだった。1月17日、グラントはアンドリュー・H・フット提督やシャーマン将軍からマクラーナンドは指揮官として不適であるという意見を聴取したあとで、その軍隊とマクラーナンドの軍隊を統一し自ら全軍の指揮を執り、3日後にはマクラーナンドにミリケンズ・ベンドまで戻るよう命令した。ビックスバーグ方面作戦の残り期間マクラーナンドと同僚達の間には多くの摩擦があった。マクラーナンドはグラントの失脚を画策し、グラントは作戦中に酒を飲んでいたという噂を新聞に流した。
5月16日のチャンピオンヒルの戦いでマクラーナンドはわざと遅れたというのがグラントの意見だったが、グラントはその政治的に強力なライバルを排除するに足る命令不服従があからさまになるのを待っていた。ビックスバーグの塹壕線に対して損失が多く不成功に終わった攻撃（グラントが命じた）の後で、マクラーナンドはその軍団にいやみの命令書を書きこれが新聞に掲載されたが、それは方面軍の命令書やグラントの命令書に反するものだった。マクラーナンドはビックスバーグが陥落する2週間前の6月18日に指揮官職を解任され、エドワード・オード将軍に挿げ替えられた。
リンカーン大統領はイリノイ州のタカ派民主党員の指導者を宥める重要性を考え、1864年メキシコ湾方面軍の第13軍団の野戦指揮官に戻した。マクラーナンドは病気のためにその役割を遂行できず、1864年11月30日に除隊した。その古くからの友好的なライバルであったリンカーンの葬儀では目立つ役割を演じた。

## 戦後の人生
マクラーナンドは1870年から1873年にイリノイ州のサンガモン地区判事を務め、1876年民主党全国大会では議長となった。最後の公職はユタ準州を監督する連邦政府諮問委員会だった。軍隊からは除隊していたが、連邦議会での活動の故に軍人恩給を受け取ることができた。
ジョン・マクラーナンドはイリノイ州スプリングフィールドで死に、そこのオークリッジ墓地に埋葬されている。
マクラーナンドの息子エドワード・ジョン・マクラーナンドはインディアン戦争と後にフィリピンで著名となった。マクラーナンドの妻サラは北軍の将軍ジェイムズ・ダンラップの娘だった。